# Llustre

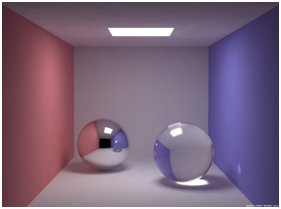
Llustre

El llustre és una propietat òptica que indica com de bé una superfície reflecteix la llum en una direcció especular (com la de mirall). És una de les propietats òptiques associades amb la superfície del plàstic, especialment en indústries com l'automoció, embalatges, etc. El llustre no té una unitat específica; s'expressa en el percentatge de llum incident en un angle (normalment 45°) que es reflecteix en el mateix angle. Aquesta propietat pot ser inherent al material i també pot ser el resultat del procés d'emmotllatge o de la textura superficial.

## Teoria

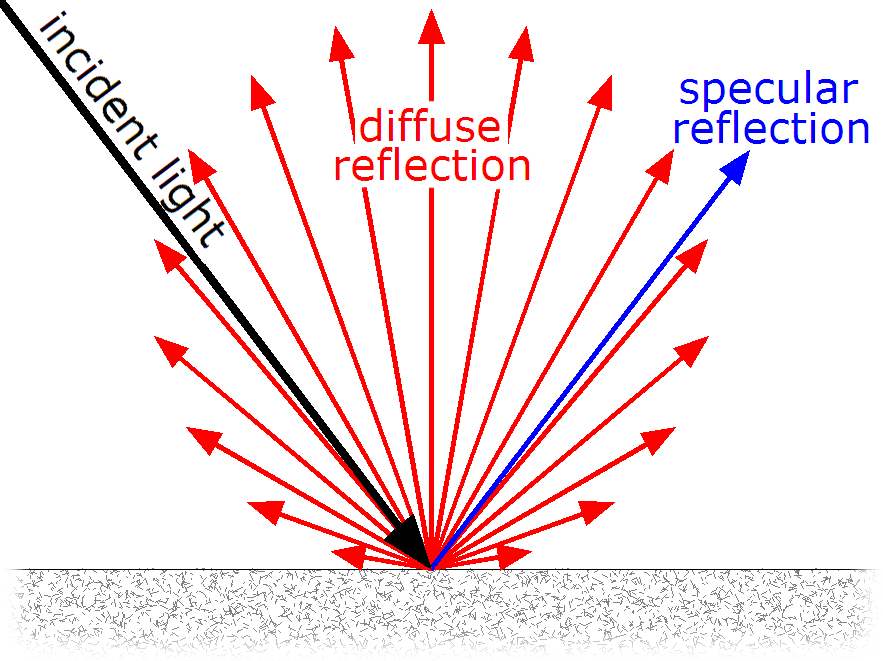
Reflexió especular i difusa

Quan la llum il·lumina un objecte, aquesta interactua amb ell de diverses formes:
- Absorbit dins d'ell (en gran part responsable del color)
- Transmès a través d'ell (depèn de la transparència i opacitat de la superfície)
- Dispersos des d'o dins d'ell (reflexió difusa, boirina i transmissió)
- Especularment reflectit d'ell (llustre)

Les variacions a la textura de la superfície influeixen directament en el nivell de reflexió especular. Els objectes amb una superfície llisa, és a dir, molt polits o bé que contenen recobriments amb pigments finament dispersos, apareixen brillants a la vista pel fet que una gran quantitat de llum es reflecteix en una direcció especular, mentre que les superfícies rugoses no reflecteixen llum especular ja que la llum es dispersa en altres direccions. i, per tant, sembla més apagat. Les qualitats de formació d'imatge d'aquestes superfícies són molt menors, la qual cosa fa que els reflexos semblin borrosos i distorsionats.
El tipus de material de substrat també influeix en la lluentor d'una superfície. Els materials no metàl·lics, és a dir, plàstics, etc., produeixen un major nivell de llum reflectida quan s'il·luminen amb un angle d'il·luminació major pel fet que la llum s'absorbeix en el material o es dispersa de manera difusa segons el color del material. Els metalls no sofreixen aquest efecte produint majors quantitats de reflexió en cap angle.
La fórmula de Fresnel dona la reflectància especular, {\displaystyle R_{s}}, per a una llum d'intensitat no polaritzada {\displaystyle I_{0}}, amb angle d'incidència {\displaystyle i}, donant la intensitat del feix d'intensitat reflectit especularmente {\displaystyle I_{r}}, mentre que l'índex de refracció de la mostra de superfície és {\displaystyle m}.
L'equació de Fresnel resulta ser :{\displaystyle R_{s}={\frac {I_{r}}{I_{0}}}}
{\displaystyle R_{s}={\frac {1}{2}}\left[\left({\frac {\cos i-{\sqrt {m^{2}-\sin ^{2}i}}}{\cos i+{\sqrt {m^{2}-\sin ^{2}i}}}}\right)^{2}+\left({\frac {m^{2}\cos i-{\sqrt {m^{2}-\sin ^{2}i}}}{m^{2}\cos i+{\sqrt {m^{2}-\sin ^{2}i}}}}\right)^{2}\right]}

### Rugositat superficial

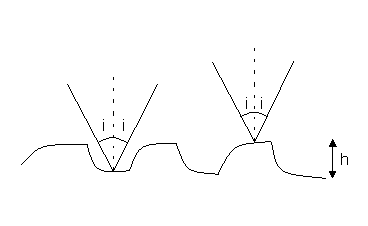
Figura 1:Reflexió especular de la llum d'una superfície rugosa

La rugositat de la superfície en un rang de micròmetres influeix en els nivells de reflectància especular. El diagrama de la dreta mostra la reflexió amb un angle {\displaystyle i} sobre una superfície rugosa amb una altura de rugositat característica {\displaystyle h}. La diferència de trajectòria entre els raigs reflectits des de la part superior i inferior de les protuberàncies de la superfície és:
{\displaystyle \Delta r=2h\cos i\;}
Quan la longitud d'ona de la llum és {\displaystyle \lambda }, la diferència de fase és:
{\displaystyle \Delta \phi ={\frac {4\pi h\cos i}{\lambda }}\;}
Si {\displaystyle \Delta \phi \;} és petit, els dos fas (veure Figura 1) estan gairebé en fase i, per tant, la superfície de la mostra pot considerar-se llisa. Però quan {\displaystyle \Delta \phi =\pi \;}, llavors els feixos no estan en fase i a causa de la interferència, es produiran cancel·lacions entre si. La baixa intensitat de la llum reflectida de manera especular significa que la superfície és rugosa i dispersa la llum en altres direccions. Si un criteri arbitrari per a una superfície llisa és {\displaystyle \Delta \phi <{\frac {\pi }{2}}}, llavors la substitució en l'equació anterior produirà:
{\displaystyle h<{\frac {\lambda }{8\cos i}}\;}
Aquesta condició de superfície llisa es coneix com a criteri de rugositat de Rayleigh.

## Història
Els primers estudis sobre la percepció del llustre s'atribueixen a Ingersoll [2], qui el 1914 va examinar l'efecte de la lluentor en el paper. En mesurar quantitativament la lluentor utilitzant instrumentació, Ingersoll va basar la seva recerca en la teoria que la llum està polaritzada en la reflexió especular, mentre que la llum reflectida de manera difusa no està polaritzada. El “glarímetre” de Ingersoll tenia una geometria especular amb angles d'incidència i de visió de 57,5°. Usant aquesta configuració, es va mesurar la lluentor usant un mètode de contrast que restava el component especular de la reflectància total usant un filtre polaritzador.
En el seu treball de la dècada de 1930 d'AH Pfund, va suggerir que encara que la lluentor especular és l'evidència bàsica (objectiva) de la lluentor, l'aparença brillant de la superfície real (subjectiva) es relaciona amb el contrast entre la lluentor especular i la llum difusa de l'àrea de la superfície circumdant (ara anomenada "lluentor de contrast" o "llustre").
Si es comparen visualment superfícies en blanc i negre amb la mateixa lluentor, la superfície negra sempre apareixerà més brillant a causa del major contrast entre la il·luminació especular i l'entorn negre en comparació amb la superfície i l'entorn blancs. Pfund també va ser el primer a suggerir que es necessitava més d'un mètode per a analitzar la lluentor correctament.
El 1937, Hunter, com a part del seu article de recerca sobre la lluentor, va descriure sis criteris visuals diferents atribuïts a la lluentor aparent. Els següents diagrames mostren les relacions entre un feix de llum incident, I, un feix reflectit especularment, S, un feix reflectit difusament, D i un feix reflectit gairebé especularment, B.
- Brillantor especular: la lluentor percebuda i la lluentor dels reflexos

Definit com la relació de la llum reflectida des d'una superfície en un angle igual però oposat a l'incident en la superfície.
- Llustre: la lluentor percebuda en angles d'incidència baixos

Definit com la lluentor en angles rasants d'incidència i visió.
- Lluentor de contrast: la lluentor percebuda d'àrees que es reflecteixen de manera especular i difusa

Definit com la relació entre la llum reflectida de manera especular i la normal a la superfície reflectida de manera difusa;
- Absència de floració: la nuvolositat percebuda en els reflexos prop de la direcció especular.

Definit com una mesura de l'absència de boirina o una aparença lletosa adjacent a la llum reflectida de manera especular: la boirina és la inversa de l'absència de floració.
- Distinció de la lluentor de la imatge: identificat per la distinció de les imatges reflectides en les superfícies

Definit com la nitidesa de la llum reflectida de manera especular
- Lluentor de la textura de la superfície: identificat per la falta de textura de la superfície i les imperfeccions de la superfície

Definit com la uniformitat de la superfície en termes de textura visible i defectes (pell de taronja, raions, inclusions, etc.)
Per tant, una superfície pot semblar molt brillant si té una reflectància especular ben definida en l'angle especular. La percepció d'una imatge reflectida en la superfície pot degradar-se pel que sembla poc nítida o pel que sembla amb poc contrast. El primer es caracteritza pel mesurament de la distinció de la imatge i el segon per la boira o lluentor de contrast.
En el seu article, Hunter també va assenyalar la importància de tres factors principals en el mesurament de la lluentor:
- La quantitat de llum reflectida en la direcció especular.
- La quantitat i la forma en què la llum es distribueix al voltant de la direcció especular.
- El canvi en la reflexió especular a mesura que canvia l'angle especular

Per a la seva recerca va usar un mesurador de lluentor amb un angle especular de 45° igual que la majoria dels primers mètodes fotoelèctrics d'aquest tipus, no obstant això, estudis posteriors de Hunter i Judd en 1939, en un nombre més gran de mostres pintades, van concloure que el La geometria de 60° va ser el millor angle a utilitzar per a proporcionar la correlació més pròxima a una observació visual.

## Mesura del llustre estàndard
L'estandardització en el mesurament de la lluentor va ser liderada per Hunter i la ASTM (Societat Americana per a Proves i Materials) que van produir el mètode de prova estàndard ASTM D523 per a lluentor especular en 1939. Aquest va incorporar un mètode per a mesurar la lluentor en un angle especular de 60°. Les edicions posteriors de la Norma (1951) van incloure mètodes per a mesurar a 20° per a avaluar acabats d'alta lluentor, desenvolupats en DuPont Company (Horning i Morse, 1947) i 85° (per a superfícies mat o de baixa lluentor).
ASTM té una sèrie d'altres normes relacionades amb la lluentor dissenyades per a la seva aplicació en indústries específiques, inclòs l'antic mètode de 45° que s'usa principalment ara per a ceràmica vidriada, polietilè i altres pel·lícules plàstiques.
El 1937, la indústria del paper va adoptar un mètode de lluentor especular de 75° perquè l'angle proporcionava la millor separació dels papers estucats per a llibres. [6] Aquest mètode va ser adoptat el 1951 per l'Associació Tècnica d'Indústries de Polpa i Paper com a Mètode TAPPI T480.
En la indústria de la pintura, els mesuraments de la lluentor especular es realitzen d'acord amb la Norma Internacional ISO 2813 (BS 3900, Part 5, Regne Unit; DIN 67530, Alemanya; NFT 30-064, França; AS 1580, Austràlia; JIS Z8741, el Japó, són també equivalent). Aquesta norma és essencialment la mateixa que la ASTM D523, encara que està redactada de manera diferent.
Els estudis de superfícies de metall polit i motllures automotrius d'alumini anoditzat en la dècada de 1960 per Tingle, Potter i George van portar a l'estandardització del mesurament de la lluentor de superfícies d'alta lluentor per goniofotometría sota la designació ASTM E430. En aquesta norma també va definir mètodes per al mesurament de la distinció de la lluentor de la imatge i la boirina de reflexió.

### Índex de lluentor
El terme anglès gloss sovint designa un índex de lluentor d'un vernís en les aplicacions de vernissos i pintures en els camps de mobles i automòbils .
Com més gran sigui l'índex, més brillant serà el vernís. Generalment es classifiquen de la següent manera:
- pla (ultra mat): 1-9% lluentor
- mat: 10-19% lluentor
- pela d'ou: 20-29% lluentor
- setinat: 30-45% lluentor
- semibrillant: 46-69% lluentor
- lluentor: 70-89% lluentor

Aquesta classificació canvia segons els fabricants i els angles de mesurament per un brillantòmetre. Això també varia el color de la pintura o la tonalitat del vernís.
El terme també s'utilitza per al paper destinat a la impressió o la fotografia.

## Classificació de lluentor

### Per a revestiments de pintura
Un mesurament objectiu de la lluentor de la pintura i altres superfícies, com la superfície de polímers i revestiments de polímers, es duu a terme utilitzant un mesurador de lluentor fotoelèctrica. Aquest dispositiu determina la proporció de llum reflectida en comparació amb un estàndard de quars o vidre polit negre, la lluentor del qual es pren condicionalment com 100% o 100 unitats.
| Grau de lluentor | Límits         | Límits         |
| Grau de lluentor | límit inferior | límit superior |
| ---------------- | -------------- | -------------- |
| Mat profund      | 0              | 3              |
| Mat              | 4              | 19             |
| Semi-mat         | 20             | 36             |
| Semi-brillant    | 37             | 49             |
| Llustrós         | 50             | 59             |
| Alta lluentor    | 59             | 100            |

### Per a minerals
En mineralogia, la lluentor dels minerals es classifica qualitativament per les següents característiques:
- Lluentor de vidre: característic de substàncies amb un índex de refracció baixo. Per exemple, quars, calcita, feldespat, fluorita, etc. La lluentor és similar al del vidre.
- Lluentor metàl·lica: observat en metalls natius, però alguns minerals amb conductivitat elèctrica relativament baixa com a pirita, calcopirita, galena, també tenen una lluentor metàl·lica similar a la lluentor d'un metall, a causa de la presència d'electrons relativament lliures en la xarxa cristal·lina d'aquestes substàncies .
- Lluentor semimetàl·lica - opac, metàl·lic. Els exemples són grafit i el iode cristal·lí .
- Lluentor del diamant: sembla una lluentor vítria brillant, característic dels minerals amb un alt índex de refracció. Alguns exemples són el diamant, l'esfalerita, el rutilio, el zirconi.
- Lluentor oliosa - no brillant, no gaire perceptible. Sembla una lluentor de greix, llard de porc. Un exemple és el sofre natiu .

#### Tipus especials de lluentor
- Nacrat, d'aspecte variat. Un exemple és la mica.
- Sedós. Lluentor de fibres cristal·lines filamentoses. Els exemples són la selenita o l'asbest.
- Mat: gairebé sense lluentor, com el guix.